# Maurizio Fabbri
Maurizio Fabbri (Roma, 16 febbraio 1956) è un attore, regista, cantante e ballerino italiano.

## Biografia
Ancora giovanissimo canta e recita nel coro delle "voci bianche" al teatro dell'Opera di Roma in Madama Butterfly, Carmen, Bohème, Turandot, Woyzeck e nell'Egmont, regia di Luchino Visconti e al teatro Quirino di Roma in Giulietta e Romeo con regia di Franco Zeffirelli.
Dal 1973 è cantore nel Coro Saraceni degli universitari di Roma, coro di musica polifonica.
Professionista dal 1982 come attore di prosa, ha lavorato dal 1985 al 1992 con il teatro Stabile di Roma in Qui comincia l'avventura del signor Bonaventura, regia di Gino Zampieri, Pinocchio, regia di Roberto Guicciardini, Il fu Mattia Pascal e Vita di Galileo entrambi per la regia di Maurizio Scaparro.
Dal 1983 al 1992 ha lavorato per il cinema in pellicole quali Delitto in Formula Uno, Troppo forte, Fratelli d'Italia, Roba da ricchi e Le comiche 2.
È stato socio fondatore dell'Associazione Teatro Circostanzaperta. Ha diretto dal 2000 al 2010 il Laboratorio di Teatro del Clown (Teatro, Mimo ed Espressione corporale, Commedia dell'Arte, Clown, Buffoni.
È stato direttore artistico, attore e collaboratore in molte rassegne e Festival di Arte di Strada in Italia. Nel teatro di strada ha lavorato come clown, creando il personaggio di Ciccio Clown (Ciccio Fatman). Nel 1990 ha collaborato con il clown Jango Edwards.
Dal 2006 è ballerino e promotore di tango argentino e TDJ in varie milonghe di Roma. Nel 2022 partecipa allo spettacolo teatrale Animal Tango a Roma.

## Filmografia
- Delitto in Formula Uno, regia di Bruno Corbucci (1983)
- Troppo forte, regia di Carlo Verdone (1985)
- Roba da ricchi, regia di Sergio Corbucci (1987)
- Fratelli d'Italia, regia di Neri Parenti (1989)
- Il conte Max, regia di Christian De Sica (1991)
- Le comiche 2, regia di Neri Parenti (1991)